# Усть-Омчуг (аэропорт)
Аэропорт Усть-Омчу́г (ИКАО: UHMV) — российский аэропорт, расположенный в посёлке городского типа Усть-Омчуге Магаданской области.

## История
Взлётно-посадочная площадка для приёма небольших самолётов в Усть-Омчуге построена в 1960 году. С 1966 года здесь базировался 2-й Объединённый Магаданский авиаотряд. В 1980-е годы выполнялись рейсы Магадан-13 — Усть-Омчуг и из Усть-Омчуга в ныне упразднённые посёлки Яна, Чигичинах и село Оротук.
Регулярное авиасообщение Магадан — Усть-Омчуг — Магадан возобновлено 5 марта 2021 года после 30-летнего перерыва. Полёты осуществляются раз в неделю на самолёте ТВС-2МС.